# Psychotria tenuiflora
Psychotria tenuiflora är en måreväxtart som först beskrevs av Dc., och fick sitt nu gällande namn av Ined.. Psychotria tenuiflora ingår i släktet Psychotria och familjen måreväxter. Inga underarter finns listade i Catalogue of Life.